# Tas-Silġ
Tas-Silġ je zaobljen vrh hriba na jugovzhodni obali otoka Malta, s pogledom na zaliv Marsaxlokk in blizu mesta Żejtun. Tas-Silġ je glavno večobdobno svetišče z arheološkimi ostanki, ki pokrivajo štiri tisoč let, od neolitika do 9. stoletja našega štetja. Najdišče vključuje megalitski tempeljski kompleks iz zgodnjega tretjega tisočletja pred našim štetjem, do feničanskega in punskega svetišča, posvečenega boginji Astarti. V rimski dobi je mesto postalo mednarodni verski kompleks, posvečen boginji Junoni, k čemur je pripomogla njegova lega ob glavnih pomorskih trgovskih poteh, pri čemer je mesto omenjal govornik Cicero iz 1. stoletja pred našim štetjem.
Prvotno ime hriba, kjer je najdišče, je Ta' Berikka, z imenom Tas-Silġ, ki izhaja iz imena bližnje cerkve Marije Snežne (malteško Knisja tal-Madonna tas-Silġ), zgrajene leta 1800-ih. Najdišče, ki je bilo izkopano kot del arheološkega projekta v 1960-ih, je bilo več desetletij zapuščeno. Leta 1996 je Univerza na Malti ponovno začela z izkopavanji in odkrila ostanke iz neolitika in pozne bronaste dobe ter znatna nahajališča, povezana z obrednimi darovi v punski dobi.

## Topografija in toponimija
Tas-Silġ leži na jugovzhodnem delu otoka Malta, blizu pristanišča Marsaxlokk. V resnici se ime nanaša na majhno cerkev, posvečeno Mariji Snežni, ki jo najdemo na križišču, kjer se podeželska cesta iz Żejtuna razcepi v dveh smereh, na polotok Delimara in Xrobb il-Għaġin na jugovzhodu in proti vas Marsaxlokk na jugozahodu. Fort Tas-Silġ, poligonalna utrdba iz britanskega obdobja, stoji na najvišji točki podolgovatega hriba južneje. Nižji in manjši hrib, na katerem so bila izvedena izkopavanja, se imenuje Ta' Berikka, čeprav je tradicionalno ime Tas-Silġ danes že dobro uveljavljeno. Mesto ponuja pogled na pristanišče Marsaxlokk na jugu in gleda na dva druga zaliva, Marsascala in zaliv St. Thomas. Mesto je obkroženo z umetnimi terasastimi polji.
Arheološki ostanki Tas-Silġ ležijo na vrhu hriba in so vidni iz zaliva Marsaxlokk in zaliva St Thomas na jugovzhodu Malte. Arheološki ostanki dokazujejo človeško delovanje že tisočletja, pri čemer so se pomembne dejavnosti dogajale v feničanski in rimski dobi. V preteklih stoletjih so o ostankih Tas-Silġ razpravljali različni znanstveniki, vendar so arheološke študije, ki jih je izvedla Missione Archeologica ltaliana v 1960-ih, povezale ostanke s slavnim templjem Junone, ki ga omenjajo klasični avtorji. Ostanki so ostali vidni vse od klasične dobe, starinarji in popotniki pa so jih opisovali že od zgodnjega novega veka. Arheološki ostanki se razprostirajo na dveh velikih območjih severno in južno od ceste Żejtun-Marsaxlokk (Triq Xrobb l-Għaġin). Polja na obeh območjih je za preiskavo izbrala Missione Archeologica ltaliana. Izkopani so bili med letoma 1963 in 1970. V 1990-ih so se nadaljevala tudi arheološka izkopavanja v severnem in južnem delu najdišča. 

## Zgodovina

### Megalitski tempelj in bronastodobno naselje
Izkopavanja italijanske arheološke misije v Tas-Silġu v letih 1963–1972 so bila zasnovana za raziskovanje ostankov punskih in kasnejših templjev, ugotovljenih na mestu. Vendar pa so med izkopavanji arheologi nepričakovano našli prazgodovinsko najdišče pod nivojem antike in pozne antike.
Območje je bilo prvič naseljeno, ko je bil tempelj zgrajen v Tarxienski dobi malteške prazgodovine, nekje okoli 3000 do 2500 pr. n. št. Nekaj ostankov prvotnega templja je mogoče videti, vendar razpršenost megalitov po hribu nakazuje, da je obstajal velik kompleks z vsaj 3 templji in morda vasjo, ki jih je obdajala. Postavitev velikih blokov v obliki črke D, ki je bila del templja s štirimi apsidami, še vedno obstaja, saj je bila kasneje vključena v druge stavbe na tem mestu. V bronasti dobi je bil tempelj verjetno spremenjen v naselje, kot je bilo storjeno na drugih mestih, kot je Borġ in-Nadur.
V najglobljih plasteh nahajališč so arheologi našli različne artefakte, vključno z lončenino, litiko in stoječo debelo damo. Iz bronastodobne plasti je bilo najdenih nekaj drobcev kamnitih orodij in keramike. Drugi dokazi iz bronaste dobe so velika količina ročnega dela.

### Punski, helenistični in rimski tempelj
Potem ko so Feničani zavzeli Malto okoli leta 700 pred našim štetjem, so Astarti zgradili punski tempelj, ki je vključeval stoječe ostanke prejšnjega templja. K ukrivljenemu pročelju je bil dodan prizidek in zgrajena monumentalna vrata, obdana z dvema pilastroma in na vrhu z ogromno kamnito ploščo. Pomen svetišča je sčasoma naraščal in okoli leta 300 pr. n. št. so dodali portik. Nekateri deli templja, vključno s stolpom, so bili morda zasnovani kot utrdba, ki bi ga lahko branila pred možnimi napadalci.
Še vedno obstajajo pragovna plošča, ki je prebodena s tremi libacijskimi luknjami, ki so ločevale vzhodni del templja in zahodno stran, ter niz temeljnih zidov iz lesa za ploščad, zgrajeno južno od glavnega svetišča. Na tem območju so bili najdeni različni ostanki, vključno z keramiko, pepelom, živalskimi kostmi, kovanci in drobci. Nekateri od teh ostankov imajo votivne napise. Trdi se, da bi bil Cippus iz Melqarta prvotno v templju Tas-Silġ, vendar je njegov izvor sporen.
Prisotnost znatnih ostankov keramike na najdišču, najdenih med izkopavanji, kaže na obstoj bližnjih delavnic, ki so izdelovale keramično posodo, namenjeno uporabi v templja. Vendar pa je prisotnost uvožene posode potrdila tudi sestava keramike.  Na kraju so našli tudi številne punske bronaste kovance.
V rimski dobi je bil punski tempelj spremenjen v svetišče Junone, rimskega ekvivalenta Astarte. Leta 70 pred našim štetjem je Cicero omenil tempelj v svojem In Verrem, češ da so tempelj častili vsi, vključno s pirati in numidijskimi knezi, vendar je rimski guverner Sicilije ukradel nekaj njegovih zakladov. Nekaj rimskega materiala je bilo odkrito v različnih nahajališčih okoli vodnjaka na spodnji terasi Tas-Silġa. Rdeča rimska tla, opus signinam, izdelana iz zdrobljene keramike, apna in belega marmorja, še vedno obstajajo na mestu.
Pred kratkim so bila najdena in kartirana velika območja za shranjevanje vode pod Tas-Silġjem, ki verjetno izvirajo iz punskega ali rimskega obdobja.

#### Vplivi Starega Egipta
Med izkopavanji leta 1969 so na kraju našli številne kamnite reliefe in predmete z egiptovskimi vplivi, vključno s skulpturami lotosovih cvetov, ki predstavljajo egipčansko boginjo Hator in boga sonca. Znotraj ostankov svetišča je bil odkrit tudi ornament s palminimi volutami, ki merijo okoli 7,6 cm in datirajo v 7. - 6. stoletje pr. n. št. Na istem območju so bili najdeni tudi drugi drobci apnenca, za katere se domneva, da pripadajo neki arhitekturni zasnovi. Druge podobne elemente so našli v rimski hiši v Rabatu in domnevajo, da so bili del timiateriona (kadilnica) zaradi njihove egipčanske pogrebne zasnove.

### Bizantinska cerkev
V bizantinski dobi je bil tempelj spremenjen v krščansko baziliko.  Bazilika je bila zgrajena na dvorišču templja s portikom, ki je bilo pokrit. Kvadratna stavba je imela tri ladje z apsido na vzhodnem koncu. Prazgodovinski megalitski tempelj je bil ponovno uporabljen kot krstilnica, krstilnik pa je bil postavljen na sredino starodavne strukture. Cerkev ali vsaj njena stavba je ostala v uporabi do 8.-9. stoletja. Okoli dela mesta je bilo zgrajeno utrjeno obzidje z vsaj enim stolpom, verjetno kot odgovor na arabsko grožnjo. V odtoku krstilnika je bilo najdenih več kot dvesto bizantinskih novcev iz sredine 4. stoletja, reform Justinijana (538–539) in zlatnik iz Konstantina IV. Bazilika v Tas-Silġu je bila razširjena, spremenjena in ponovno uporabljena, da je vključevala utrjeno naselje, povezano s pristaniščem Marsaxlokk spodaj. Keramični ostanki iz Tas-Silġa segajo od 6. do 9. stoletja, kar je dokaz, da sta bila pristanišče in naselje skozi stoletja povezana z različnimi deli Sredozemlja.
Najdenih je bilo nekaj ostankov skulptur, vključno z obrabljeno žensko marmorno glavo in kapitelom iz slonovine z visečo palmeto. Najdena je bila tudi keramika iz tega obdobja, vključno z amforami in lokalno izdelanimi ploščami ter drugimi predmeti. V bizantinskem obdobju se lahko zgodi, da je bil kip »speče gospe« namerno uničena in zakopana v votlini. V 8. stoletju so okoli cerkve naglo zgradili obrambno obzidje. Cerkev je bila zapuščena kmalu po tem, ko so Arabci leta 870 našega štetja zasedli Malto. Najdišče so spremenili v kamnolom in odstranili kamenje iz prvotne strukture. V srednjem veku so bile na tem območju zgrajene kmetije in še vedno obstajajo porupeni zidovi iz tega obdobja. Celotno najdišče je bilo pred izkopavanjem zakopano pod meter zemlje.
Obstajajo trditve, da je na mestu stala mošeja, vendar ni bilo najdenih dovolj arheoloških dokazov, ki bi to podprli. Dokazano pa je, da je bila krščanska stavba požgana v arabskem obdobju.

### Zgodnja sodobna zgodovina
V 17. stoletju so pisci začeli ugibati o lokaciji Junoninega templja, ki je bila omenjena v starodavnih besedilih, vendar so najdišče odkrili šele v 20. stoletju. Uvrščeno je bil na seznam antikvitet iz leta 1925.
Ostanek stebra iz templja v Tas-Silġu, zgrajenem v feničanskem obdobju, danes najdemo v Palazzo Marnisi iz 17. stoletja v Marsaxlokku. Donna Angelina je leta 1832 obnovila bližnjo kapelo, ki se v latinščini imenuje Madonna ad Nives.
Nove najdbe so bile odkrite, ko sta Heritage Malta in Ministrstvo za kulturo začela nov projekt za obnovo in preoblikovanje ruševin kmečke hiše iz 19. stoletja, da bi služila kot majhen center za obiskovalce. Odstranitev tal kmečke hiše je odkrila nadaljnje pomembne arheološke ostanke, vključno z zaporedjem tal in sten, ki so se večinoma nanašale na prizidke, zgrajene v republikanskem obdobju. Nova odkritja so odkrila tudi številne jarke za spolije. Te so bile izkopane v sodobnem času za izkoriščanje gradbenega materiala starodavnega templja. 

## Arheološki ostanki
Italijanska misija je vodila prva izkopavanja med letoma 1963 in 1972 in identificirala svetišče. Od leta 1996 do 2005 sta Univerza na Malti in italijanska ekipa začeli še en projekt izkopavanja za čiščenje drugih plasti usedlin. Mesto je zaščiteno s pokrovom, ki ga ščiti pred nadaljnjo erozijo.
Heritage Malta vodi ohranjanje Tas-Silġa, čeprav je mesto zaprto za javnost, ga lahko obiščejo skupine po dogovoru. Prizadevanja za ohranitev mesta še potekajo, pri čemer kustosi upajo, da bo cesta, ki prepolovi najdišče na dva dela, nekoč preusmerjena.